# Šnjegotina Gornja
Šnjegotina Gornja (en serbe cyrillique : Шњеготина Горња) est un village de Bosnie-Herzégovine. Il est situé dans la municipalité de Teslić et dans la république serbe de Bosnie. Selon les premiers résultats du recensement bosnien de 2013, il compte 610 habitants.

## Démographie

### Évolution historique de la population dans la localité
| 1948 | 1953 | 1961  | 1971  | 1981  | 1991 | 2013 |
| ---- | ---- | ----- | ----- | ----- | ---- | ---- |
| -    | -    | 1 186 | 1 131 | 1 108 | 909  | 610  |

|  |

### Communauté locale
En 1991, la communauté locale de Šnjegotina Gornja comptait 1 118 habitants, répartis de la manière suivante.